# Der Namensvetter
Der Namensvetter (russisch Однофамилец Odnofamilez) ist eine Erzählung des russischen Schriftstellers Daniil Granin, die 1975 im Verlag Sowjetski Pisatel in Moskau erschien. 1977 brachte Volk und Welt in Berlin die deutsche Übersetzung von Lieselotte Remané heraus.
Der einstmalige Mathematiker und jetzige Montage-Ingenieur Pawel Witaljewitsch Kusmin, Pawlik genannt, will von der Theorie nichts mehr wissen und bleibt fürderhin bei der praktischen Anwendung seiner Wissenschaft. Mit Georgi Schschonow als Kusmin wurde der Stoff 1978 in der Sowjetunion verfilmt.

## Inhalt
Der Zufall führt Kusmin, den gestandenen Elektro-Ingenieur vom Montagetrust, in Leningrad auf einen internationalen Mathematikerkongress. Die Begegnung dort mit dem allerseits hochgeachteten, ja geliebten greisen Professor Alexej Wladimytsch Laptew, dem Schirmherren des Kongresses, gerät zum Ausflug in die weit zurückliegende Jugendzeit Kusmins. Seinerzeit, als begabter junger Mathematiker, hatte Kusmin, der Schüler Professor Lasarews, eine Arbeit zur Theorie der optimalen Steuerungen vorgelegt, die damals von Prof. Laptew als mathematisch unbeweisbar widerlegt, als unanwendbar disqualifiziert und sogar als Unsinn, als unlogischer Unfug, abgewiesen worden war. Nachdem Laptew den Grünschnabel Kusmin „durch die Mangel gedreht“ hatte, war es mit der Karriere des Studenten aus gewesen. Daraufhin hatte Kusmins Braut Nadja den gescheiterten Mathematiker überredet, in der schnöden Praxis als Ingenieur sein Glück zu machen. Die junge Familie hatte Jahre im Gebiet Archangelsk am Polarkreis verbracht.
Kusmin hört sich auf dem Kongress den Vortrag eines jungen Mathematikers an, in dem die Kusminsche Gleichung in den Himmel gehoben und von der Kusmin-Methode gesprochen wird. Kusmin fragt sich, wer der Namensvetter gewesen sein könnte. Ein russischer Kongressteilnehmer äußert, dieser begnadete Mathematiker sei längst der Leukämie erlegen.
Aber es ergibt sich, Namensvetter und Ingenieur Kusmin tragen dieselben Initialen; mehr noch, sind ein und dieselbe Person. Mit der Verteufelung der Kusminschen Gleichung hatte damals Prof. Laptew seinen Kollegen und erbitterten Feind Prof. Lasarew tief getroffen. Lasarew hatte den Stoß des Ranghöheren Laptew – „vor allen Leuten“ ausgeführt – nicht überlebt. Kusmins Präsenz kommt der Mathematikerin Alja Lasarewa zupasse. Die Dozentin Alja, eine zum zweiten Mal verheiratete füllige, schöne Blondine, will Prof. Lasarew, ihren geliebten Vater, rehabilitieren und Kusmins Auftritt auf dem Kongress als Entwickler der gleichnamigen Gleichung benutzen, um den verhassten Laptew den fachlichen Todesstoß zu versetzen. Kusmin lässt sich nicht vor den Karren seiner immer noch aufreizend-verführerischen Jugendliebe Alja – der einzigen Tochter Lasarews – spannen, hantiert lieber weiter mit seinen Kommutatoren und geht nach Hause – zurück zu seiner gealterten, nicht so hübschen, aber geliebten Frau Nadja. Zuvor hatte er Alja belogen: Aljas Vater habe dem Fanatiker Laptew verziehen. Die Behauptung trifft nur für Kusmin selbst zu.

## Form
Der Leser erfährt nicht, was Lasarew falsch gemacht hat; also weshalb er von Laptew suspendiert wurde. Obwohl Kusmins Geschichte vorgetragen wird, gestattet sich der Erzähler nebenher die Präsentation innerer Monologe ausgewählter anderer Protagonisten. Zum Beispiel philosophiert Kusmins Widerpart Laptew über die „Schädlichkeit“ des „Verleumders“ Lasarew, verrät jedoch weder einen solchen Schaden noch irgendeine Verleumdung. Insgeheim räumt der alte Laptew ein, er habe seinerzeit Kusmins Arbeit unterschätzt. Der schlaue Fuchs behält solche Gedanken natürlich für sich.
Daniil Granin spart nicht mit großen Namen: Euler, Gauß, Riemann, Bertrand Russell, Hadamard, Bourbaki, Tschebyschew und dessen Schüler Markow sowie Ljapunow und dessen Schüler Steklow. Allerdings werden diese berühmten Leute lediglich genannt. Zu der großen Geste passt das wiederholt gebrachte Gleichnis vom Lob auf die Praxis: Diokletian verzichtet im Alter auf die Kaiserwürde und züchtet in der dalmatinischen Heimat Gemüse.
In der zu Breschnew-Zeiten erschienenen Novelle wird die sowjetische Gesellschaft kritisiert – zum Beispiel schreibt Daniil Granin über Kusmins überlebenswichtige Elektro-Montage-Arbeit am Polarkreis: „Im Norden saßen die Städte noch auf Hungerrationen, ohne Elektroenergie.“ Schlendrian und Schwarzarbeit in Kusmins Sphäre der materiellen Produktion werden angeprangert.
Alja ist mit der „Pfeife Wassja“ – eigentlich mit Herrn Korolkow, einem Doktor der mathematischen Wissenschaften – verheiratet. Die Konfrontation zweier „Karrieren“, die des unbegabten Korolkow mit der des begabten Kusmin, gerät zum Zerrbild akademischer Kreise. Der weltgewandte Apparatschik Korolkow – von Alja stetig angetrieben – setzt sich mit der Zeit durch und die Begabung Kusmin wird von Laptew absichtlich-bösartig verkannt.

## Deutschsprachige Ausgaben
- Daniil Granin: Der Namensvetter. Novelle. Übersetzung Lieselotte Remané. Volk und Welt. Reihe Spektrum 106. Berlin 1977, 200 Seiten (verwendete Ausgabe)

## Anmerkung
1. ↑  
Folgerichtig ist auf dem vorderen Einband der verwendeten Ausgabe das Schwarzweißfoto eines halben Rotkohlkopfes auf einem Pfeiler abgebildet.